# Schlechtwettergeld
Schlechtwettergeld war in Deutschland in Betrieben des Baugewerbes eine vom Arbeitsamt in der Zeit vom 1. November bis 31. März gewährte Ausgleichszahlung, falls aus Witterungsgründen an einzelnen Tagen nicht gearbeitet wurde.

## Geschichte
Das Schlechtwettergeld wurde 1959 eingeführt, dann zunächst 1996 durch das Winterausfallgeld und dieses ab 2006 durch das Saison-Kurzarbeitergeld ersetzt.
Das Schlechtwettergeld war wie Arbeitslosengeld zu behandeln und somit steuerfrei (§ 3 EStG), unterlag aber dem steuerlichen Progressionsvorbehalt.